# Marko Vovtjok
Marko Vovtjok (ukrainska: Марко Вовчок), egentligen Marija Oleksandrivna Markovytj (Марія Олександрівна Маркович), född Vilinska (Вілінська) 10 december 1833 (g.s) i Jelets, död 28 juli 1907 (g.s) i Naltjik, var en ukrainsk författare.
Marko Vovtjoks första alster förefaller ha tillkommit under inflytande av hennes make, den ukrainske litteratören Opanas Markovytj. De utgjordes av skildringar ur folklivet, utgavs 1857 av Pantelejmon Kulisj under titeln Narodni opovidannja (ukrainska: Народні оповідання 'Folkliga berättelser', tredje upplagan 1903–1904) och översattes (1859) av Ivan Turgenjev till ryska. 
En samlad upplaga av Marko Vovtjoks 26 ukrainska noveller utgavs i Lemberg 1878. I bland annat Instytutka (Pensionsdamen) skildras de livegnas bedrövliga ställning i nyckfulla och samvetslösa godsägares och deras än sämre fruars våld. Några noveller är bearbetningar efter visor och sägner. Hon var mindre framgångsrik i skildringen av det egentliga folket, som hon ej av egen erfarenhet kände; bättre känner hon godsägare och stadsliv. 
Marko Vovtjok tillhörde i det hela den folkliga, realistiska riktningen i den ukrainska vitterheten. Redan 1859 utgav hon en på ryska skriven novell, och efter sin mans död ägnade hon sig helt åt den ryska litteraturen. Hennes samlade skrifter utgavs i ny upplaga 1896–1898.